# ヘンリー・アイザック・ラウントリー
ヘンリー・アイザック・ラウントリー（Henry Isaac Rowntree、1837年 – 1883年）は、イギリス最大級の菓子メーカーのひとつであるラウントリーズ (Rowntree's) の創業者。

## 経歴
ヘンリー・ラウントリーは、ヨークのペイブメント通り (The Pavement) にあった父親の店で徒弟として働いた後、1860年に父が死去したのを受けて、ワイムゲート (Walmgate) にあったテューク家の店で働くようになった。
1862年6月、ラウントリーは、チョコレートやココアの製造に関する部門とチコリーを扱う部門を買い入れ、12名ほどの人員を雇い入れて、自身の事業を立ち上げた。彼はクエーカーとしての信念に従い、常に高品質を追求した。1864年8月、彼は、タナーズ・モート (Tanners Moat) にあった使われなくなっていた鋳造所 を買い取り、ここに新たな工場を建設した。しかし、週刊新聞『Yorkshire Weekly Press』紙の編集発行者として責務が重荷となり、チョコレート事業に手が回らなくなってしまうと、チョコレート事業は不振に陥り、1869年6月には兄であるジョセフ・ラウントリーを、事業の共同経営者として迎え、事業も「H. I. Rowntree & Co.」と改名することになった。兄弟は、共同経営を続け、事業は成長に成長を重ねたが、ヘンリー・アイザックは、1883年に死去した。

## 家族
ラウントリーは、1868年2月に、スカーブラのハリエット・セリーナ・オズボーン (Harriet Selina Osborn) と結婚した。夫妻の間には、1868年にフランシス・ヘンリー (Francis Henry)、1870年にアリス・メアリ (Alice Mary)、1873年にエセル (Ethel) と、3人の子どもたちが生まれた。

## 関連文献
- Rowntree and the Marketing Revolution 1862 - 1969 by Robert Fitzgerald, Cambridge University Press, 1995 ISBN 978-0-521-43512-3